# Halecium petrosum
Halecium petrosum is een hydroïdpoliep uit de familie Haleciidae. De poliep komt uit het geslacht Halecium. Halecium petrosum werd in 1919 voor het eerst wetenschappelijk beschreven door Stechow. 